# José Antonio Ramírez López
José Antonio Ramírez López (1908-1987, Vera-Barcelona) fue un jurista y abogado de reconocido prestigio, autor del estudio doctrinal español más importante del siglo XX sobre el régimen jurídico de la quiebra. 

## Biografía
Nacido en la ciudad de Vera en Almería, en 1926 se trasladó a Barcelona donde su padre había sido destinado como Oficial de Juzgado. Estudiante excepcional cursa la carrera de Derecho en la Universidad de Barcelona en solo tres años, siendo alumno, entre otros profesores, del civilista Joaquín Dualde, que marcó profundamente su devenir profesional. Finalizada la Licenciatura comienza una muy exitosa carrera profesional como abogado. En 1934 contrajo matrimonio con doña Margarita LLovera Majem, con la que tuvo una hija. 
De amplia experiencia en juzgados y tribunales, era inédito en la bibliografía jurídica hasta que a finales de los años cincuenta publica dos obras sobre Derecho concursal. La primera, son las valiosas adiciones de Derecho español al Tratado de Derecho de quiebras de Renzo Provinciali (1958); y la segunda, su conocida Quiebra (1957, aunque la fecha de edición es 1959). Esta obra, sorprende al mundo del Derecho español por el gran nivel técnico, sistematizando, analizando y comentando en un solo texto el Derecho positivo y la doctrina española y comparada en un tema tan complejo y tan poco estudiado como este. En tres volúmenes, de más de 2700 páginas, fue escrita, como el propio autor reconoce, tras veinticinco años de recopilación de materiales y tres de redacción. El resultado fue espectacular, siendo reconocida por toda la doctrina jurídica como el más importante estudio español sobre la materia del siglo XX. En 1998 se reeditó la obra, actualizándose con las modificaciones legislativas y jurisprudenciales surgidas con posterioridad a la aparición de la primera edición por sus compañeros de despacho José Mª Caminals y Francisco Clavé, y con un prólogo a cargo del profesor Olivencia que la describe como un modelo y una fuente doctrinal indispensable para el conocimiento del Derecho concursal español. 
En su ejercicio profesional destaca su participación en el famoso caso MATESA, escándalo económico financiero de finales del franquismo, así como en casi todos los grandes procesos concursales españoles de la época en los que actuó tanto como abogado como a través de dictámenes y consultas. También participó en la constitución de grandes grupos empresariales, como fue el Grupo Planeta o Gallina Blanca Purina, cuyos socios norteamericanos estaban representados por el que sería presidente de los Estados Unidos, el abogado Richard Nixon, con el que Ramírez mantuvo una relación amistosa.
Persona muy culta, con inquietudes literarias y artísticas, fue autor de varias novelas. En 1970 publica una obra de divulgación del Derecho entre el público en general con un fino sentido del humor titulada El Derecho llama a tu puerta, que aunque fue censurada llegó a vender más de 300.000 ejemplares. En 1973 publica otra obra de gran éxito, Cartas de un abogado a las mujeres de España, en la que exponía la situación jurídica de la mujer en el ordenamiento español de la época. . Murió en la ciudad de Barcelona en 1987, tras haber sufrido una embolia cerebral unos años antes. Autor enormemente prolijo, dejó inéditas numerosas obras de teatro, así como un tratado sobre la letra de cambio y otro sobre la suspensión de pagos que tendría que haber formado parte de su inconclusa obra Derecho Concursal Español.

## Obra
Los huéspedes de El Mundo (1936); Notas y adiciones de Derecho español al Tratado de Derecho de quiebras de Renzo Provinciali (1958); Derecho Concursal Español. La Quiebra (1959 1.ª ed.; 1998 2.ª ed.); Caín, ensayo (1967); La atalaya indiscreta (1968); El saco roto (1969); El Derecho llama a tu puerta (1970); Cartas de un abogado a las mujeres de España (1973); El laberinto de los afanes (1974); Las andanzas del Diablo. Confidencias de un abogado ingenuo (1975).